# Грабова (Свентокшиське воєводство)
Грабова (пол. Grabowa) — село в Польщі, у гміні Лубніце Сташовського повіту Свентокшиського воєводства.
Населення — 64 особи (2011).
У 1975—1998 роках село належало до Тарнобжезького воєводства.

## Демографія
Демографічна структура на день 31 березня 2011 року:
|          | Загалом | Допрацездатний вік | Працездатний вік | Постпрацездатний вік |
| -------- | ------- | ------------------ | ---------------- | -------------------- |
| Чоловіки | 29      | 6                  | 19               | 4                    |
| Жінки    | 35      | 4                  | 16               | 15                   |
| Разом    | 64      | 10                 | 35               | 19                   |